# Neyagawa
Neyagawa (japanska: 寝屋川市?, Neyagawa-shi) är en stad i Osaka prefektur i Japan. Staden fick stadsrättigheter 1951 och 
har sedan 2001 
status som speciell stad (japanska: 特例市?, Tokureishi) enligt lagen om lokalt självstyre.

## Kommunikationer
Järnvägslinjen Keihan-honsen går genom staden med stationer i Kayashima, Neyagawashi och Kōrien. I den östra delen av staden passerar Katamachi-sen (även känd som Gakkentoshi-sen) med station i Neyagawa-kōen.